# Królowe Kastylii i Leónu

## KróloweLeónu
| #  | Wizerunek | Imię                       | Urodzona  | Zmarła                               | Czas rządów                | Rodzice                                          | Mąż               |
| -- | --------- | -------------------------- | --------- | ------------------------------------ | -------------------------- | ------------------------------------------------ | ----------------- |
| 1  |           | Jimena z Pampeluny         | 848       | po czerwcu 912                       | 869/870-910                | García Íñiguez Urakka Jiménez                    | Alfons III Wielki |
| 2  |           | Muniadona                  |           |                                      | 910-914                    |                                                  | Garcia I          |
| 3  |           | Elvira Menéndez            |           | 921                                  | 914-921                    |                                                  | Ordoño II         |
| 4  |           | Aragonta González          |           | 956                                  | 922-923                    |                                                  | Ordoño II         |
| 5  |           | Sancha Sánchez z Pampeluny | po 900    | 9 czerwca 952 lub 26 grudnia 955/959 | 923-924                    | Sancho I Toda Aznárez                            | Ordoño II         |
| 6  |           | Urraka                     |           |                                      | 924–925                    |                                                  | Fruela II         |
| 7  |           | Oneca Sánchez z Pampeluny  |           |                                      | 925-931                    | Sancho I Toda Aznárez                            | Alfons IV Mnich   |
| 8  |           | Urraka z Pampeluny         | 915       | 23 czerwca 956                       | 932-951                    | Sancho I Toda Aznárez                            | Ramiro II         |
| 9  |           | Urraka Fernández           | 920/935   | 1007                                 | 951-956                    | Ferdynand II Gonzalez Sancha Sánchez z Pampeluny | Ordoño III        |
| 9  | 958-960   | Urraka Fernández           | 920/935   | 1007                                 | Ordoño IV Nikczemny        | Ferdynand II Gonzalez Sancha Sánchez z Pampeluny |                   |
| 10 |           | Teresa Ansúrez             | przed 943 | 25 kwietnia 997 Oviedo               | 960-966 lub 967            | Ansur Fernández Gontroda Nuñez                   | Sancho I Gruby    |
| 11 |           | Sancha Gómez               |           | po 983                               | przed styczniem 997-po 983 |                                                  | Ramiro III        |
| 12 |           | Velasquita Ramírez         |           | po 1030                              |                            |                                                  | Bermudo II        |
| 13 |           | Elwira Kastylijska         | ok. 978   | 1017                                 | 991-999                    | Garcia I Fernandez Ava z Ribagorzy               | Bermudo II        |
| 14 |           | Elvira Menéndez            | 996       | 1022                                 | 1010/1015-1022             | Menendo González                                 | Alfons V          |
| 15 |           | Urraka z Nawarry           |           | po 6 sierpnia 1031                   | 1023-1028                  |                                                  | Alfons V          |
| 16 |           | Jimena Sanchez             |           | po 23 grudnia 1062                   | 1034/1035-1037             | Sancho III Wielki                                | Bermudo III       |

## KróloweKastyliii Leónu
| #  | Wizerunek | Imię           | Urodzona  | Zmarła    | Czas rządów | Rodzice                | Mąż                |
| -- | --------- | -------------- | --------- | --------- | ----------- | ---------------------- | ------------------ |
| 17 |           | Sancha z Leónu | 1013 León | 1067 León | 1037-1065   | Alfons V Elvira Mendes | Ferdynand I Wielki |
| 18 |           | Alberta de ??? | 1065      |           | 1071-1072   |                        | Sancho II Mocny    |

## Królowe Kastylii, Leónu iGalicji
| #  | Wizerunek | Imię                   | Urodzona         | Zmarła                    | Czas rządów | Rodzice                                         | Mąż                  |
| -- | --------- | ---------------------- | ---------------- | ------------------------- | ----------- | ----------------------------------------------- | -------------------- |
| 19 |           | Agnieszka Akwitańska   | 1051             | 1078                      | 1072-1077   | Wilhelm VIII Akwitański Matoeda                 | Alfons VI            |
| 20 |           | Konstancja Burgundzka  | 1045             | 1093                      | 1081-1093   | Robert I Burgundzki Helie de Semur-en-Brionnais | Alfons VI            |
| 21 |           | Berta de Borgonha      |                  |                           | 1093-1095   | Wilhelm I Wielki                                | Alfons VI            |
| 22 |           | Izabela                |                  |                           | 1098-1107   |                                                 | Alfons VI            |
| 23 |           | Beatrycze              |                  |                           | 1108-1109   | Wilhelm VIII Akwitański                         | Alfons VI            |
| 24 |           | Urraka Kastylijska     | 1081             | 8 marca 1126              | 1109-1126   | Alfons VI Konstancja Burgundzka                 | Rajmund Burgundzki   |
| 25 |           | Berengaria z Barcelony | 1116             | 15 stycznia 1149 Palencia | 1128-1149   | Rajmund Berengar III Wielki Douce de Gévaudaun  | Alfons VII Imperator |
| 26 |           | Ryksa Śląska           | między 1130-1140 | 6 czerwca 1185?           | 1152-1157   | Władysław II Wygnaniec Agnieszka Babenberg      | Alfons VII Imperator |

## Królowe Kastylii
| #  | Wizerunek | Imię                 | Urodzona             | Zmarła                | Czas rządów | Rodzice                                                       | Mąż                    |
| -- | --------- | -------------------- | -------------------- | --------------------- | ----------- | ------------------------------------------------------------- | ---------------------- |
| 27 |           | Eleonora kastylijska | 13 października 1162 | 31 października 1214  | 1170-1214   | Henryk II Plantagenet Eleonora Akwitańska                     | Alfons VIII Szlachetny |
| 28 |           | Mafalda Portugalska  | ok. 1190             | 1 maja 1256 Rio Tinto | 1215-1216   | Sancho I Kolonizator Dulce Berenguer, c. Ramona Berenguera IV | Henryk I Kastylijski   |

## Królowe Kastylii i Leónu
| #  | Wizerunek | Imię                          | Urodzona                              | Zmarła                     | Czas rządów | Rodzice                                                                   | Mąż                  |
| -- | --------- | ----------------------------- | ------------------------------------- | -------------------------- | ----------- | ------------------------------------------------------------------------- | -------------------- |
| 29 |           | Beatrycze (Elżbieta) Szwabska | 1203                                  | 1235 Toro                  | 1219-1235   | Filip Szwabski Irena Angelina                                             | Ferdynand III Święty |
| 30 |           | Joanna z Dammartin            | 1216                                  | 16 marca 1279 Abbeville    | 1237-1252   | Szymon de Dammartin, hrabia Ponthieu Maria de Ponthieu, hrabina Montreuil | Ferdynand III Święty |
| 31 |           | Jolanta Aragońska             | 1236 Saragossa                        | 1301 Roncesvalles          | 1252-1284   | Jakub I Zdobywca Jolanta Węgierska, c. Andrzeja II Arpadowicza            | Alfons X Mądry       |
| 32 |           | Maria de Molina               | ok. 1265                              | 1321 Valladolid            | 1284-1285   | Alfons de Molina Mayor Alonso de Meneses                                  | Sancho IV Odważny    |
| 33 |           | Konstancja Portugalska        | 3 stycznia 1290                       | 18 listopada 1313          | 1302-1312   | Dionizy I Izabela Aragońska                                               | Ferdynand IV Pozwany |
| 34 |           | Maria Portugalska             | 9 lutego 1313                         | 18 stycznia 1357 Évora     | 1328-1350   | Alfons IV Dzielny Beatrycze Kastylijska                                   | Alfons XI            |
| 35 |           | Blanka de Burbon              | 1339                                  | 1361 Medina Sidonia        | 1353-1361   | Piotr de Burbon Izabela de Valois, c. Karola de Valois                    | Piotr I Okrutny      |
| 36 |           | Joanna Manuel                 | 1339                                  | 27 marca 1381              | 1369-1379   | Juan Manuel, książę Peñafiel Blanka Núñez de Lara de La Cerda             | Henryk Kastylijski   |
| 37 |           | Eleonora Aragońska            | 20 stycznia 1358                      | 13 sierpnia 1382           | 1379-1382   | Piotr IV Aragoński Eleonora Sycylijska                                    | Jan I                |
| 38 |           | Beatrycze Portugalska         | 9 grudnia 1372 Coimbra                | 8 marca 1408               | 1383-1390   | Ferdynand I Burgundzki Leonor Teles de Menezes                            | Jan I                |
| 39 |           | Katarzyna Lancaster           | 1372/1373                             | 2 czerwca 1418 Valladolid  | 1393-1406   | Jan z Gandawy Konstancja Kastylijska                                      | Henryk III Chorowity |
| 40 |           | Maria Aragońska               | 1396                                  | 18 lutego 1445 Villacastín | 1420-1445   | Ferdynand I Sprawiedliwy Eleonora z Alburquerque                          |                      |
| 41 |           | Izabela Portugalska           | 1428?                                 | 15 sierpnia 1496 Arévalo   | 1447-1454   | Jan Portugalski, książę Aveiro Izabela Portugalska, księżniczka Bragança  |                      |
| 42 |           | Joanna Portugalska            | 31 marca 1439 Quinta do Monte Olivete | 13 czerwca 1475 Madryt     | 1455-1474   | Edward I Aviz Eleonora Aragońska                                          |                      |

## Królowe Kastylii iAragonii
| #  | Wizerunek | Imię                                   | Urodzona                                      | Zmarła                             | Czas rządów | Rodzice                                   | Mąż                      |
| -- | --------- | -------------------------------------- | --------------------------------------------- | ---------------------------------- | ----------- | ----------------------------------------- | ------------------------ |
| 43 |           | Izabela I Kastylijska królowa panująca | 22 kwietnia 1451 Madrigal de las Altas Torres | 26 listopada 1504 Medina del Campo | 1474-1504   | Jan II Izabela Portugalska                | Ferdynand Aragoński      |
| 44 |           | Joanna Szalona królowa panująca        | 6 listopada 1479 Toledo                       | 12 kwietnia 1555 Tordesillas       | 1504-1555   | Ferdynand Aragoński Izabela I Kastylijska | Filip I Piękny (do 1506) |
| 45 |           | Izabela Portugalska                    | 24 października 1503 Lizbona                  | 1 maja 1539 Toledo                 | 1529-1537   | Manuel I Szczęśliwy Maria Aragońska       | Karol I                  |

Dalsze królowe Kastylii i Leónu zobacz: Hiszpańskie królowe.